# Вуна Уэссекская
Вуна Уэссекская (англ. Wuna of Wessex; также Вунна (Wunna) или Вина (Wina); VII век, Уэссекс, Англия — около 700 года, Англия) — жена святого Ричарда Уэссекского. Почитается как блаженная Римско-католической церкви. Имя Вуна означает «радостная». Настоящее имя святой неизвестно, но она носит это имя со Средневековья.

## Жизнеописание
Вуна происходила из благородной английской семьи и, по преданию, была выдана замуж за святого Ричарда Уэссекского. В браке родила трёх детей: святого Виллибальда, святого Вунибальда и святую Вальбургу. Некоторые источники указывают на то, что она была родственницей, или даже сестрой святого Бонифация.
День памяти — 7 февраля.